# クリント・ロングリー
クリント・ロングリー（Clint Longley 1952年7月28日- ）は、アメリカ合衆国テキサス州ウィチタフォールズ出身のアメリカンフットボール選手。1974年から1977年までNFL、CFLでプレーした。ポジションはクォーターバック。

## 経歴
アビリーン・クリスチャン大学から1974年のNFLドラフトでシンシナティ・ベンガルズに指名されたがロースターに残れず、その後ダラス・カウボーイズに入団した。
1974年の感謝祭の日のワシントン・レッドスキンズ戦でエースQBのロジャー・ストーバックが脳震盪を起こし退場した試合の第3Q初め、3-16と13点リードされた場面で交代出場し、2タッチダウンをあげて勝利に貢献した。2つ目のタッチダウンパスは残り1分を切ってからのドリュー・ピアソンへの50ヤードの決勝タッチダウンであった。
ダニー・ホワイトとの控えQB争いの激しくなった1976年、夏のトレーニングキャンプのロッカールームでストーバックに殴りかかり、チームから放出された。この直後に彼はサンディエゴ・チャージャーズに入団し、ダン・ファウツの控えQBとしてプレー、1977年のトレーニングキャンプの間に解雇された。
1977年にはカナディアン・フットボール・リーグのトロント・アルゴノーツで6試合出場している。
1978年、セントルイス・カージナルスと契約したが、シーズン開始前に解雇された。
1980年、CFLのハミルトン・タイガーキャッツと契約したが、ロースターに残ることはできなかった。